# Волжанский сельсовет
Волжа́нский сельсовет — муниципальное образование со статусом сельского поселения в Советском районе Курской области Российской Федерации.
Административный центр — деревня Волжанец.

## История
Статус и границы сельсовета установлены Законом Курской области от 21 октября 2004 года № 48-ЗКО «О муниципальных образованиях Курской области».

## Население
| 2002  | 2010  | 2012  | 2013  | 2014  | 2015  | 2016  |
| ----- | ----- | ----- | ----- | ----- | ----- | ----- |
| 3050  | ↘2415 | ↘2373 | ↘2356 | ↘2299 | ↘2256 | ↘2235 |
| 2017  | 2018  | 2019  | 2020  | 2021  |       |       |
| ↘2209 | ↘2158 | ↘2152 | ↘2116 | ↗2200 |       |       |

## Состав сельского поселения
| №  | Населённый пункт | Тип населённого пункта          | Население |
| -- | ---------------- | ------------------------------- | --------- |
| 1  | Бибиково         | деревня                         | ↘81       |
| 2  | Быстрик          | посёлок                         | ↘22       |
| 3  | Волжанец         | деревня, административный центр | ↘1025     |
| 4  | Голощаповка      | деревня                         | ↘153      |
| 5  | Липовчик         | село                            | ↘462      |
| 6  | Мелехово         | село                            | ↘251      |
| 7  | Моздовка         | посёлок                         | ↘91       |
| 8  | Нижнее Гурово    | село                            | ↘222      |
| 9  | Поляна           | посёлок                         | ↘20       |
| 10 | Фотинка          | посёлок                         | ↘44       |
| 11 | Цыганка          | деревня                         | ↘1        |
| 12 | Шишкино          | деревня                         | ↘43       |